# Chrysopilus nudus
Chrysopilus nudus är en tvåvingeart som beskrevs av Cresson 1919. Chrysopilus nudus ingår i släktet Chrysopilus och familjen snäppflugor.
Artens utbredningsområde är Washington. Inga underarter finns listade i Catalogue of Life.